# Erik Sandberg (ingenjör)
Erik Gustaf Sandberg, född 10 december 1879 i Hedvig Eleonora församling, Stockholm, död 26 april 1933 i Råsunda i Solna församling, var en svensk väg- och vattenbyggnadsingenjör, politiker samt verkställande direktör för Råsunda Förstads AB. 

## Biografi

### Tidiga år
Erik Sandberg var son till postsparbanksdirektören Gustaf Fredrik Sandberg och Laura Erika Allgurén. Efter mogenhetsexamen vid Högre latinläroverket å Norrmalm i Stockholm var han ordinarie elev vid Kungliga Tekniska högskolan 1898–1902 där han avlade examen från fyraårig kurs vid avdelningen för väg- och vattenbyggnadskonst. Som anställd vid Stockholms stads byggnadskontor var han biträdande ingenjör vid Stadsgårdens hamnbyggnation 1903–1905 och posthavande ingenjör för hamnbyggnationen vid Värtan 1905–1911. Han var kontrollant vid byggnadsarbeten för Arla Coldinu- och Timmermansordnarna 1907–1911.
Sandberg blev reservunderlöjtnant i Fortifikationen 1903, löjtnant 1910 och kapten i Väg- och vattenbyggnadskåren 1917.

### Tiden i Råsunda
Erik Sandberg flyttade 1910 från Stockholm till Råsunda som tillhörde Solna socken. Han var anställd vid Råsunda Förstads AB 1911–1933. Han anställdes 1911 som byggnadschef och ersatte 1911 Wilhelm Olivecrona som tillförordnad verkställande direktör för Råsunda Förstads AB och anställdes 1912 som ordinarie verkställande direktör, en roll i vilken han kvarstannade till 1931, varefter Sandberg ägnade sig åt politik i Råsunda på heltid. 
Erik Sandberg var en inflytelserik politiker i Råsunda municipalsamhälle och var mellan 1911 och 1933 ledamot eller ordförande i flera av municipalsamhällets organ såsom fullmäktige, municipalstämman, municipalnämnden och byggnadsnämnden. 
Erik Sandberg medverkade till att Råsundabolaget och municipalsamhället konsulterade några av tidens främsta arkitekter, vilket medförde att Råsunda 1912 fick sin första med lagenligt beslut fastställda stadsplan, baserad på del av Nils Gellerstedts vägplan vilken gällde genom hävd, och 1915 sin första lagligen fastställda byggnadsordning genom byggnadsrådet och slottsarkitekten Fredrik Lilljekvist. Sandberg medverkade även till att arkitekt Albert Lilienberg konsulterades för stadsplaneförslag 1923 och 1930-1931, vilka båda avslogs av Länsarkitekten samt Kungl. Byggnadsstyrelsen eftersom de inte uppfyllde påstådda statliga krav på spårvägsinfrastruktur formulerade i SOU 1923:21 med fler järnvägs och motorvägsförslag.
Erik Sandbergs gata i Solna är uppkallad efter honom.

### Familj
Erik Sandberg var 1905–1915 gift med Elsa Förberg (1882–1974), dotter till Råsundabolagets styrelseordförande Elof Förberg. De fick dottern Britt Claeson (1908–2000), gift med Gunnar Claeson, och sonen Kjell E. Sandberg (1913–1988). År 1919 gifte han sig med Maria Gunilla Eugenia Johansson (1871–1924), tidigare gift med advokaten Herman Sundius.